# 五個荘金堂町
五個荘金堂町（ごかしょうこんどうちょう）は、滋賀県東近江市五個荘地区にある町である。古代条里制の区画割りを残す農村地帯であると同時に江戸末期から昭和初期にかけて活躍した近江商人の発祥の地でもあり、水田風景のなかに商人屋敷と社寺が甍を並べる町並みが重要伝統的建造物群保存地区として選定されている。2015年（平成27年）4月24日、「琵琶湖とその水辺景観－ 祈りと暮らしの水遺産 」の構成文化財として日本遺産に認定される。

## 地理

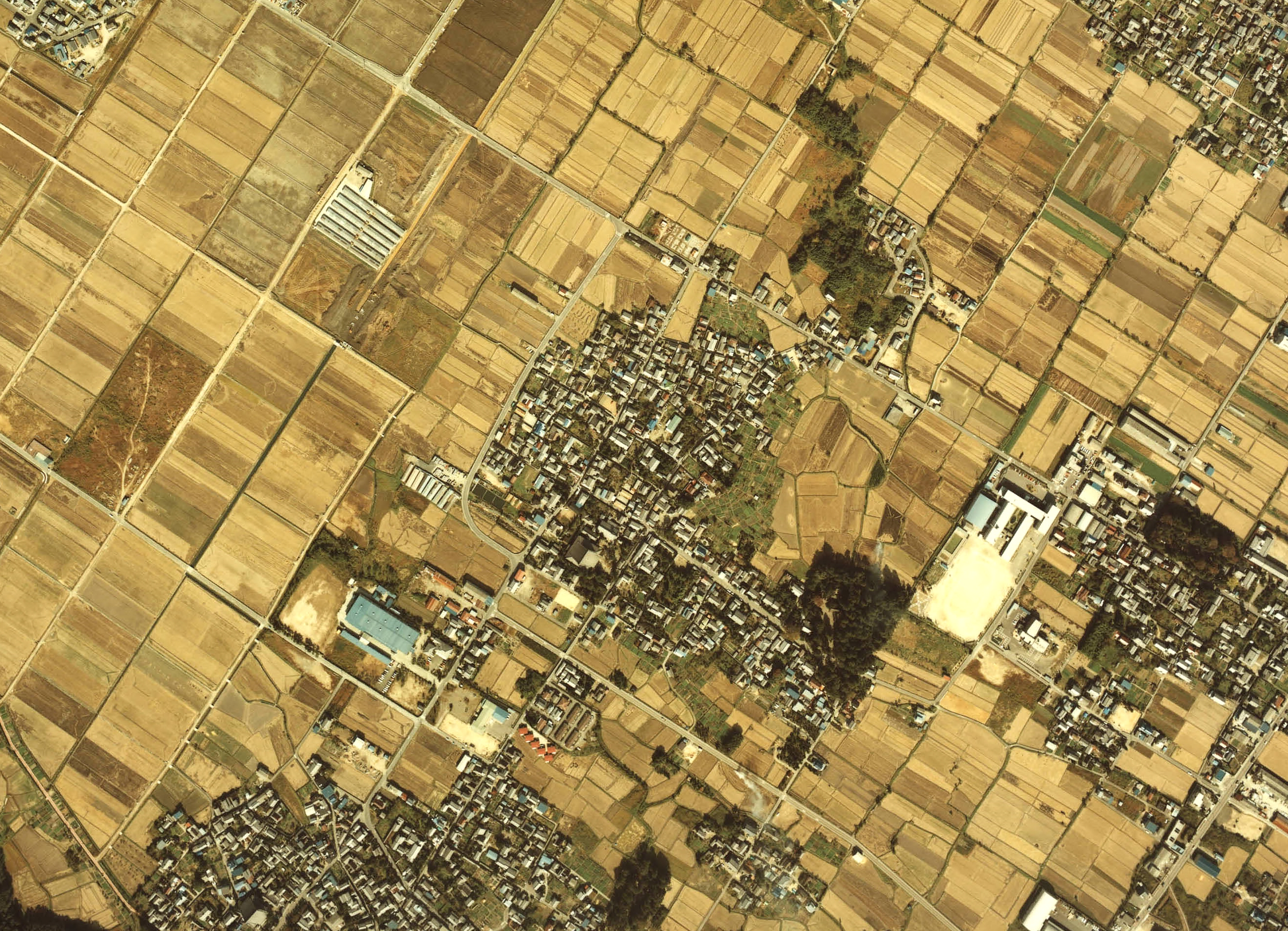
五個荘金堂町付近の空中写真。画像中央付近の家並みが五個荘金堂町。周囲は条里制地割りの面影を残す水田地帯が広がる。
1982年撮影。。

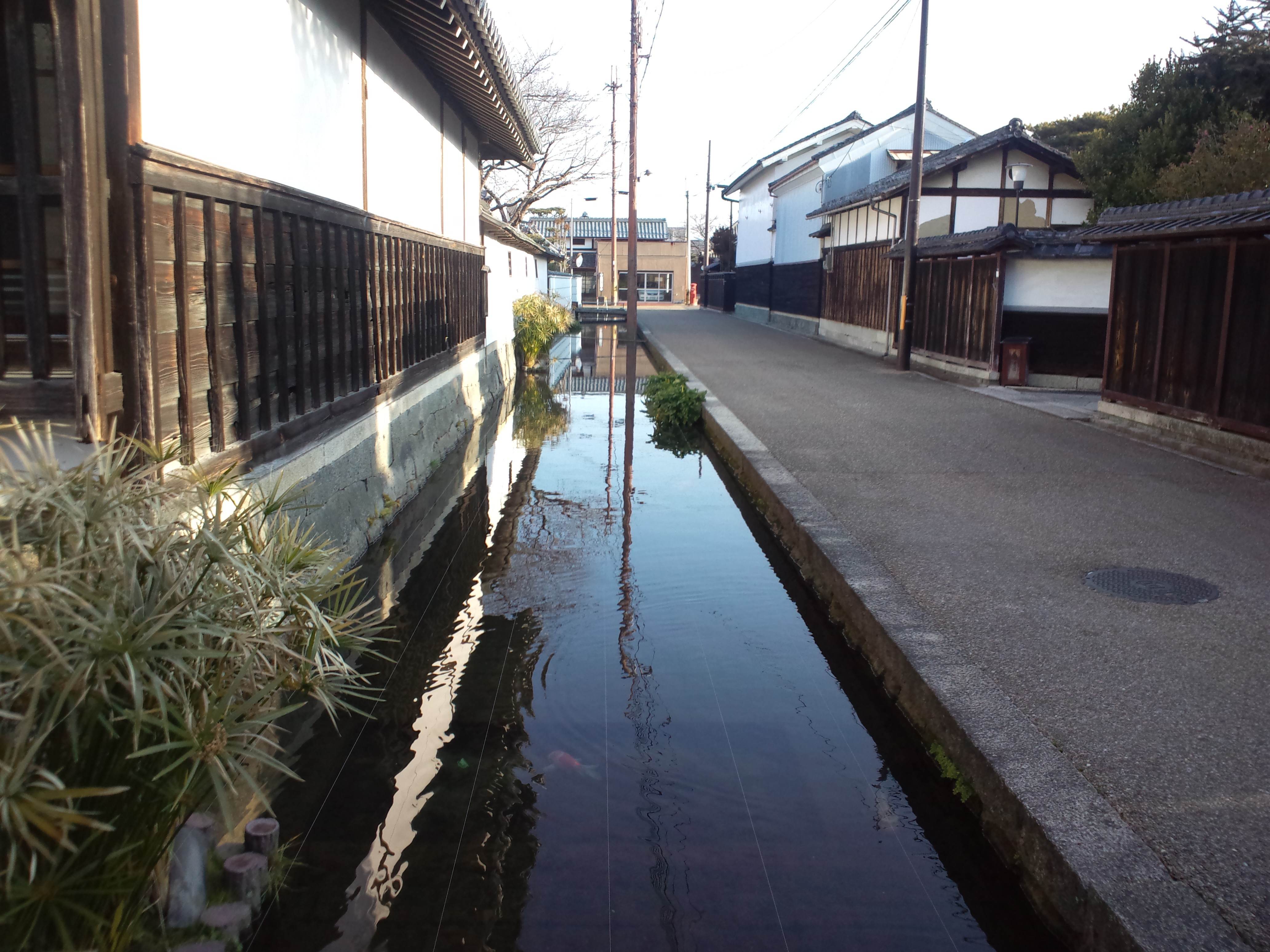
五個荘金堂町の掘割

五個荘地区のほぼ中央部に位置し、町域は条里制の地割に従ってほぼ正方形をしている。集落は町域の中部から南部に密集し、東部と南西部には小規模な団地が昭和中期に開発されている。金堂町の北では五個荘七里町、北東では宮荘町、南東では五個荘竜田町、南では五個荘石川町、南西では五個荘塚本町、北西では五個荘石馬寺町と接する。
小字は一ノ坪、二ノ坪、三ノ坪、四ノ坪、七ノ坪、八ノ坪、九ノ坪、宮の前、宮の後、大城、南大城、道法寺、上石井、中石井、下石井、流、解田、番場、宮西、土ノ木、上五反地、下五反地、安養坊、北端乗、南端乗、下端乗、井戸川、前羅、八五瀬、雁ノ辻、干畑、上中村、堂ノ東、西出、南出、北出、没西、上友田、下友田、柳、中村、門田、正源寺、外ヶ辻、内田、日没木、武功臣、代新枚、生柳川、石田、小湗、榎ノ実、庵の後、垣戸、横代、食田、森尻、村端瀬、大畔、銚子、久ヰノ戸、盆田、円田、芦本、緑田、平木、横川田、横善覚寺、立善覚寺、狐、和井挾、北大橋、南大橋、左倉、川名部の75。条里制にちなむ名称が散見される。

## 歴史
「金堂」という地名は聖徳太子が当地に金堂を建立したという伝承に由来する。現在の大城神社北東には8世紀創建と推定される金堂廃寺跡があり、地区中心部には聖徳太子開基伝承をもつ浄栄寺がある。地名は「今堂」や「近藤」と表記されることもあった。
古代以来、神崎郡に属した。古代の遺構としては、集落北方の農地で古墳時代後期と奈良時代の遺跡が発掘されている（正源寺遺跡）。また、地区内の道路や農地の地割りには条里制の名残がみられる。中世には山前南荘に属し、六角氏の支配を受けた。観音寺城の戦いでは金堂村を含む五個荘一帯が主戦場となった。
江戸時代ははじめは幕府領で小堀氏が代官であった。1662年（寛文元年）から1683年（天和3年）まで館林藩領となったのち再び幕府領となり、1685年（貞享2年）以降は幕末まで郡山藩領となった。1685年に宇都宮藩から郡山藩に転封された本多氏は近江国の51か村4万石を与えられ、その支配拠点として1693年（元禄6年）に金堂村に陣屋を設置した。1724年（享保9年）に藩主が柳沢氏に代わるが、金堂陣屋は1872年（明治5年）まで機能しつづけた。助郷制度では金堂村は中山道武佐宿に出役していた。
郡山藩は条里制の地割を基本として、金堂陣屋の三方に寺院（勝徳寺、弘誓寺、安福寺）を配し、その周囲に民家を配するという、陣屋を中心とする集落構成を形成した。これは現在の金堂町の集落構成の基盤となっている。
江戸時代の金堂村は東南出組・西南出組・中村組・新牧組・東北出組・西北出組・西出組の七つの村組に分かれ、村高も組ごとに分割されていた。また石川村と塚本村を枝郷に持っていたとされる。1665年（寛文4年）の検地帳によると、金堂村の田地は50町8反余、畑屋敷地が5町9反余で、田地の9割以上が上田とされている。村高は『寛永高帳』には967石余、『元禄郷帳』には884石余と記されている。1724年（享保9年）の戸数は160戸（うち本百姓143、水呑百姓17）、人口は723人。1822年（文政5年）の戸数は157戸、人口は676人。
金堂村は稲作中心の農村であるが、農業だけでは生活が苦しかったため、江戸中期以降、副業として行商に出る商人が現れた。江戸後期になると呉服や綿・絹製品を中心に、商圏を日本全国に拡大させていった。1724年（享保9年）の時点では金堂村の商人は5人（布売り2、米屋1、編笠売り2）に留まっているが、1831年（天保2年）には布仕入れ屋・仕立て屋だけで29人と記録されている。金堂区有文書「大坂登せ荷物等につき書上帳」によると、1843年（天保14年）頃に金堂村から大坂あるいは大坂経由で諸国と商取引を行った商人・取引先・品目は次のようになっている。
| 商人         | 取引先                                   | 品目         |
| ------------ | ---------------------------------------- | ------------ |
| 彦六         | 各地                                     | 編笠         |
| 兵左衛門     | 各地                                     | 布類         |
| 銀兵衛       | 上野小川                                 | 生絹         |
| 銀兵衛       | 上野桐生・下野足利・甲斐谷村・武蔵八王子 | 織物         |
| 銀兵衛       | 武蔵熊谷                                 | 絹紬         |
| 外村与左衛門 | 上野国                                   | 生絹・太織紬 |
| 外村与左衛門 | 武蔵熊谷                                 | 生絹紬       |
| 外村与左衛門 | 上野桐生・武蔵八王子・甲斐谷村           | 織物         |
| 外村与左衛門 | 陸奥川又                                 | 生絹         |
| 外村与左衛門 | 京都柳馬場                               | 紅花         |
| 善右衛門     | 播磨明石中町                             | 布類         |
| 庄右衛門     | 紀伊和歌山瓦町                           | 編笠         |

行商から始まった金堂村の商人であるが、やがて京都・大坂・江戸へ出店する豪商も現れるようになる。1880年（明治13年）の『物産誌』によると、当時の金堂村の戸数は196戸、人口は859人で、各戸の職業は農業118戸、商業67戸、工業11戸と記録されている。しかも67戸の商家のうち、他県に店舗を構える家が13戸、行商に出ている家が12戸と記録されている。農村でありながらいかに商業に傾斜していたかがよくわかる。
近代化が進むにつれ、日本各地はもちろん、一部の商人は朝鮮半島や中国大陸へも進出するようになる。成功後も商人達は本宅や郷里を大切にし、金堂の優れた景観を発展させた。戦後、圃場整備によって条里制の遺構を残す田地は姿を大きく変え、集落にも現代化の波が押し寄せるようになった。1980年代頃から景観保全に対する関心が徐々に高まり、五個荘町も商人屋敷などの保存・観光資源化に力を入れるようになり、1998年（平成10年）12月25日に国の重要伝統的建造物群保存地区として選定された。 

### 沿革
- 1872年（明治5年）9月28日（旧暦） - 滋賀県が発足。神崎郡金堂村。
- 1885年（明治18年）4月1日 - 連合戸長役場制施行。金堂村は石川村・塚本村・川並村・石馬寺村・七里村・下日吉村の6か村とともに連合戸長役場を設置。
- 1889年（明治22年）4月1日 - 町村制施行。連合戸長役場の区域をもって神崎郡南五個荘村が発足。神崎郡南五個荘村大字金堂。
- 1955年（昭和30年）1月1日 - 南五個荘村が旭村・北五個荘村および蒲生郡安土町の一部（大字清水鼻）と合併し神崎郡五個荘町が発足。神崎郡五個荘町大字金堂。
- 2005年（平成17年）2月11日 - 五個荘町が八日市市・神崎郡永源寺町・愛知郡愛東町・湖東町と合併し、東近江市が発足。東近江市五個荘金堂町。

## 寺社

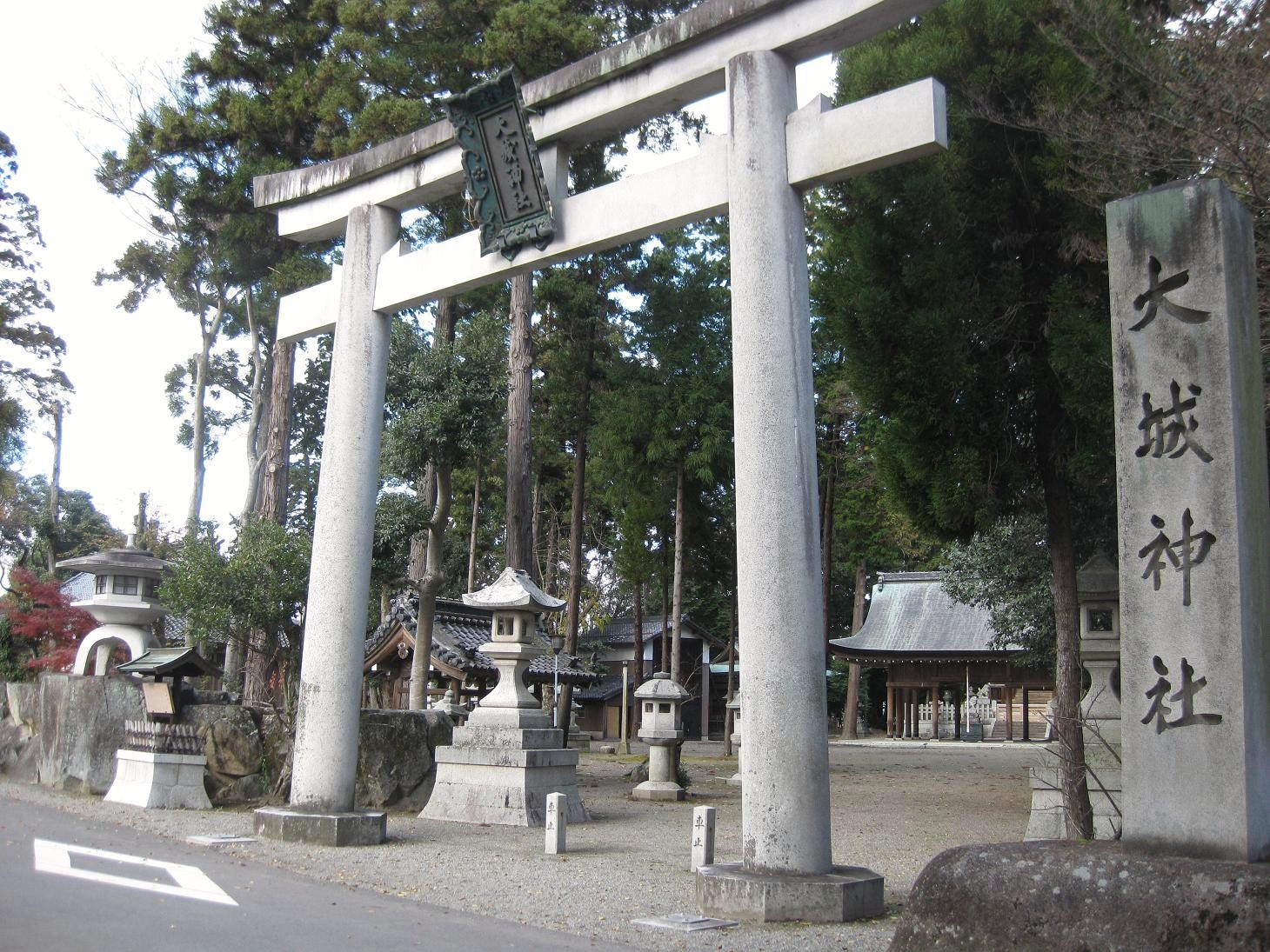
大城神社

- 弘誓寺 - 集落の中央に位置する真宗大谷派寺院。那須与一の孫愚咄坊が開基したと伝わる。滋賀県下で2番目に大きい本堂は国の重要文化財。表門は市指定文化財。
- 安福寺 - 集落の中央に位置する浄土宗寺院。もとは天台宗。地獄絵を伝える。寺の前に広場（通称「馬場」）があり、金堂町の行事やイベントの会場として利用されている。
- 浄栄寺 - 弘誓寺に隣接する浄土宗寺院。聖徳太子にまつわる寺伝が残る。
- 勝徳寺 - 真宗大谷派寺院。大和郡山藩柳沢氏の供養堂だった。金堂陣屋の長屋門が移築保存されている。
- 大城神社 - 集落の南東部に位置する郷社。明治3年以前は大宮神社、天満宮と称した。菅原道真を祀る。観音寺城の丑寅（鬼門）にあたり、佐々木氏の守護神でもあった。
- 日若宮神社 - 大城神社の境内社。
- 稲荷神社 - 大和郡山藩の陣屋跡。

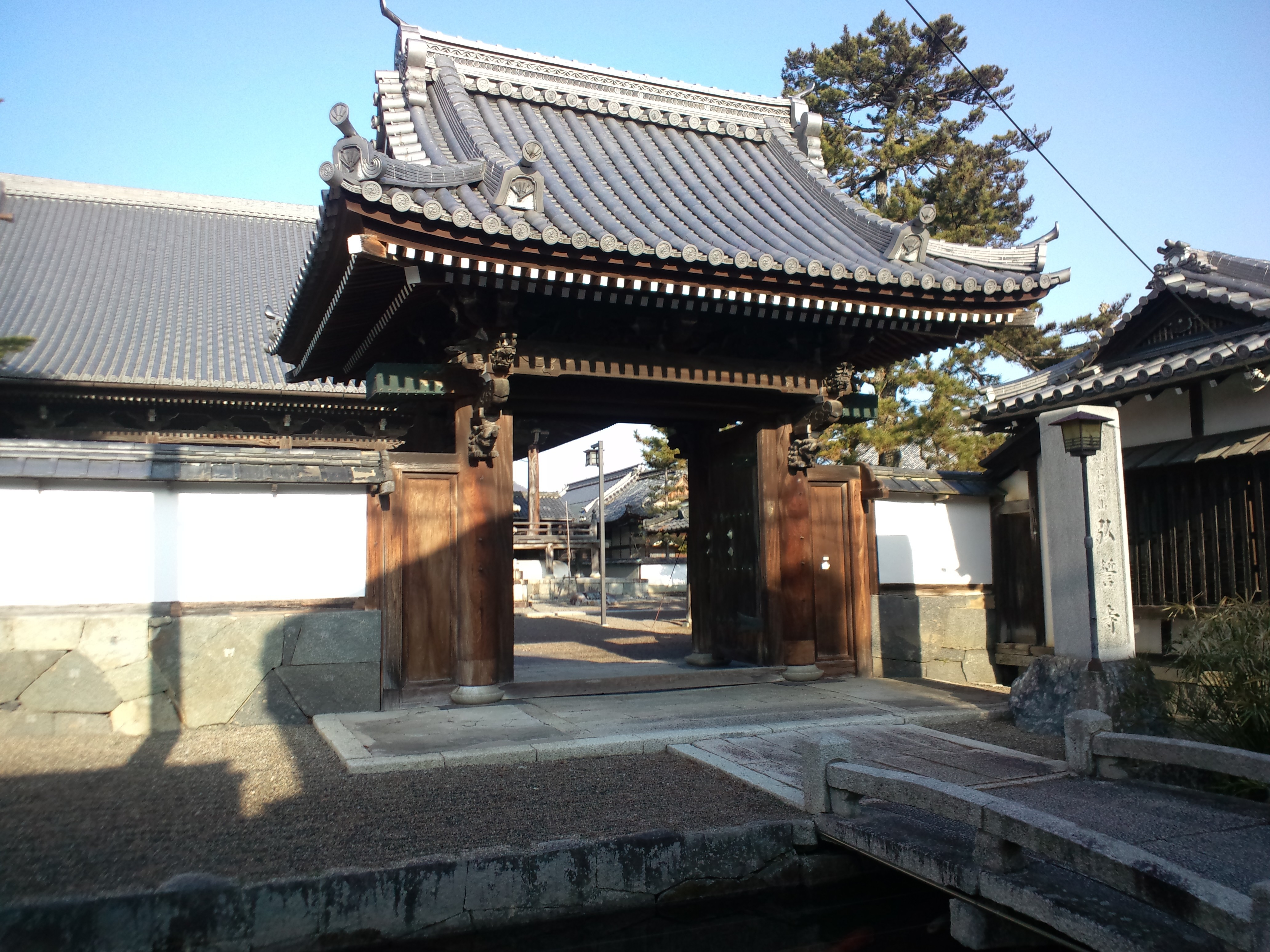
弘誓寺
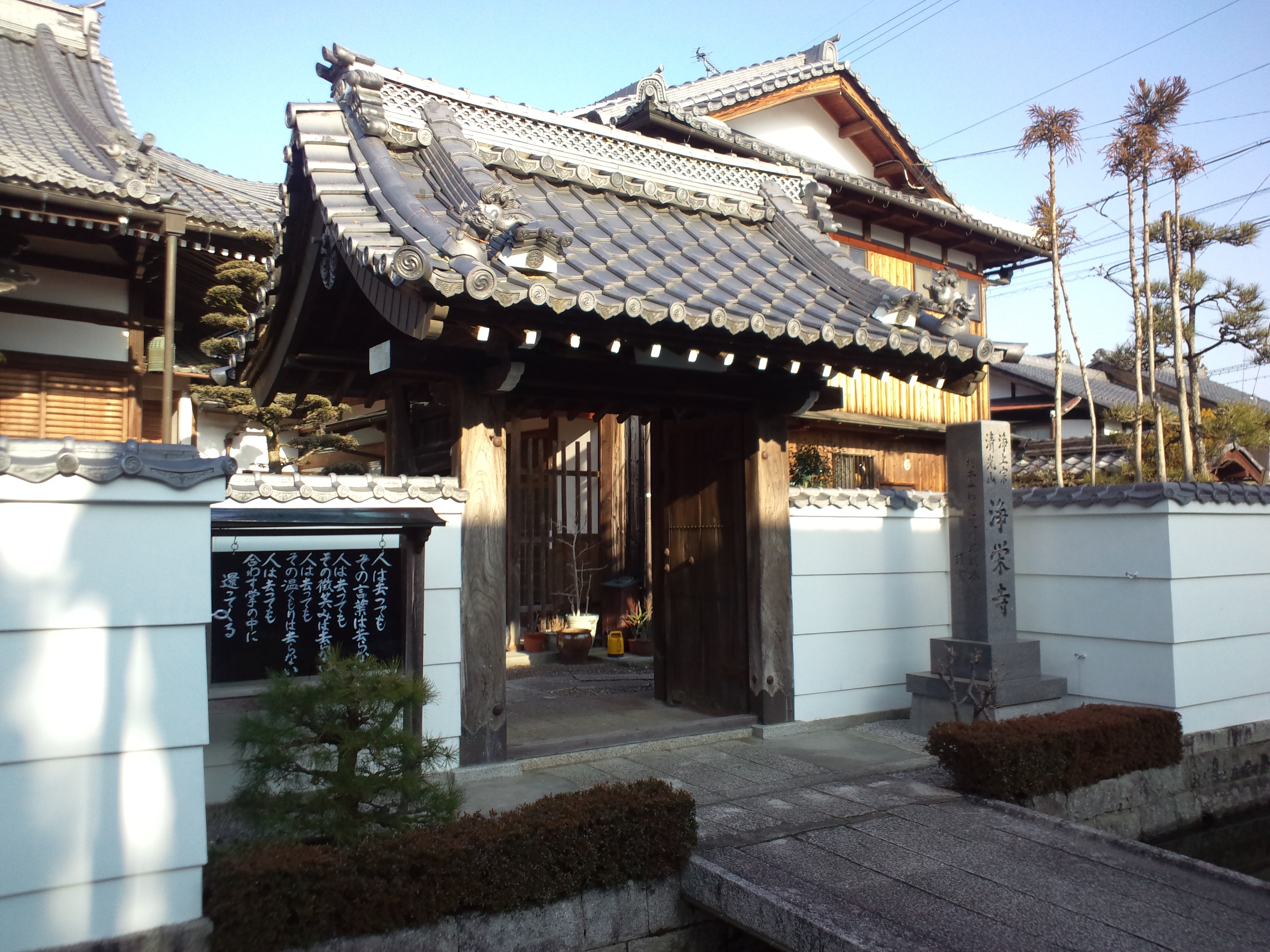
浄栄寺
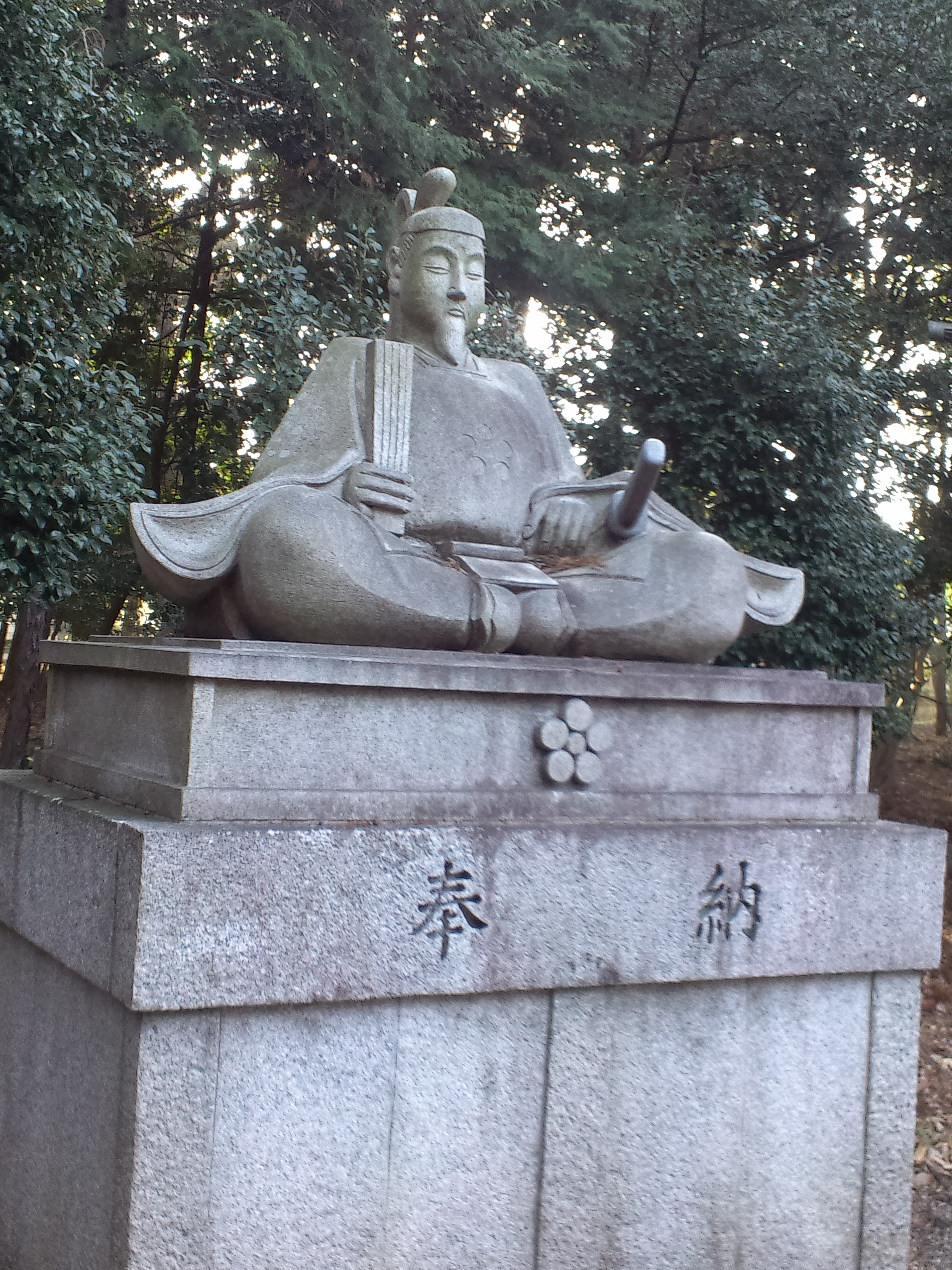
大城神社・菅原道真の像
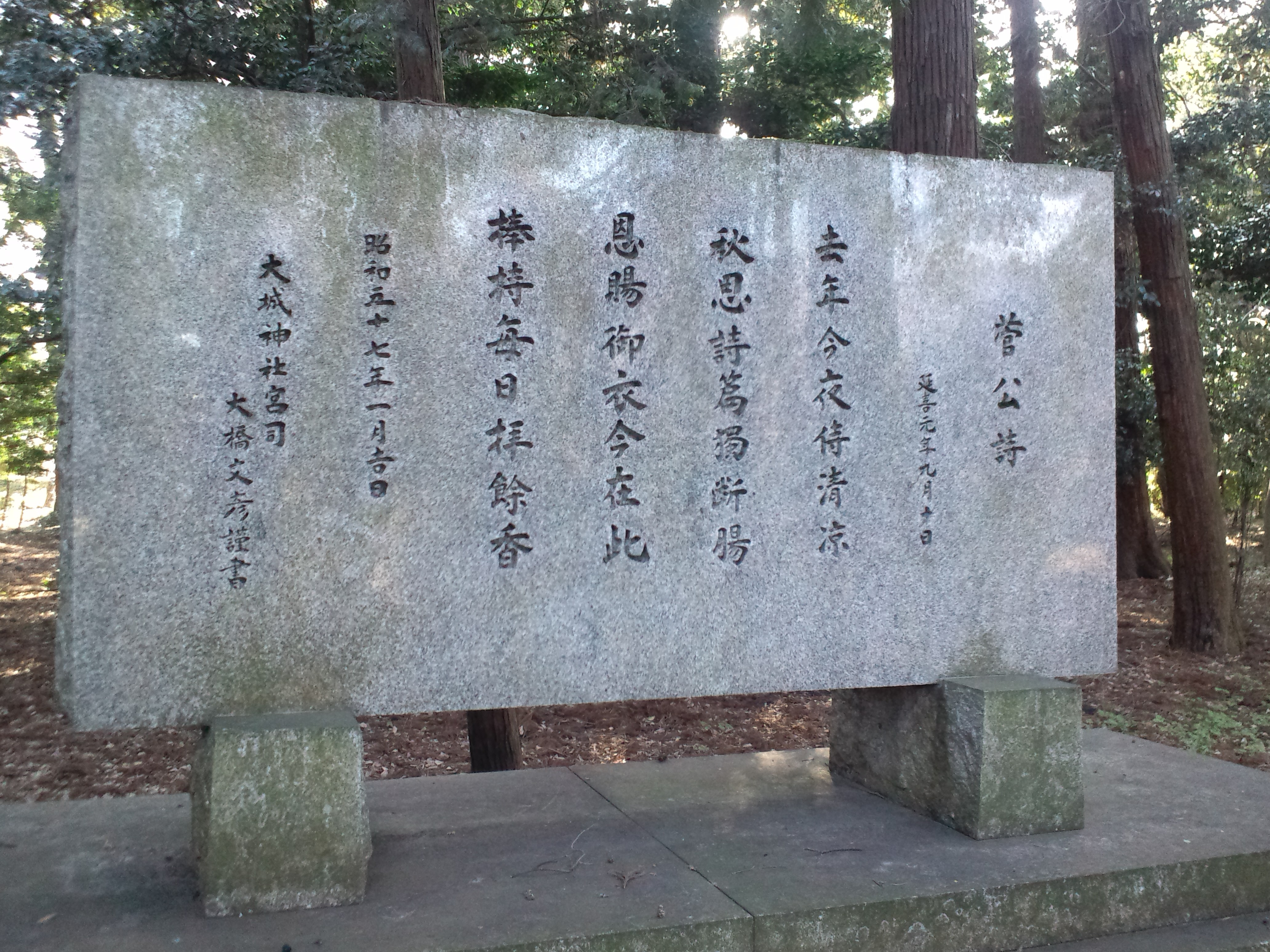
大城神社・菅公詩

## 景観の概要
近江商人の発祥地として知られる町には五個荘のほかに近江八幡や日野があるが、純農村から発展し、店はなく本宅だけが置かれたのが五個荘の特色である。そのため、商家であっても町家風ではなく豪農風の屋敷が多く、また集落内には茅葺農家も点在する。田園のなかに寺院の大屋根と鎮守の森が目を引く集落遠景は、湖東平野の伝統的な農村景観をよく伝えている。金堂町では鈴鹿山脈の伏流水を利用した水路が町内を走っており、1988年（昭和63年）より観光向けに鯉の放流も行っている。現在、寺前鯉通りを中心に複数の商家が公開されている。近江八幡などに比べるとあまり観光地化していないが、古民家を活かした飲食店なども増えつつある。
重要伝統的建造物群保存地区は金堂町の主要部32.3haが選定され、選定名称は「東近江市五個荘金堂伝統的建造物群保存地区」（選定当初は「五個荘町金堂伝統的建造物群保存地区」）、種別は「農村集落」、選定基準は「（3）伝統的建造物群及びその周囲の環境が地域的特色を顕著に示している」である。

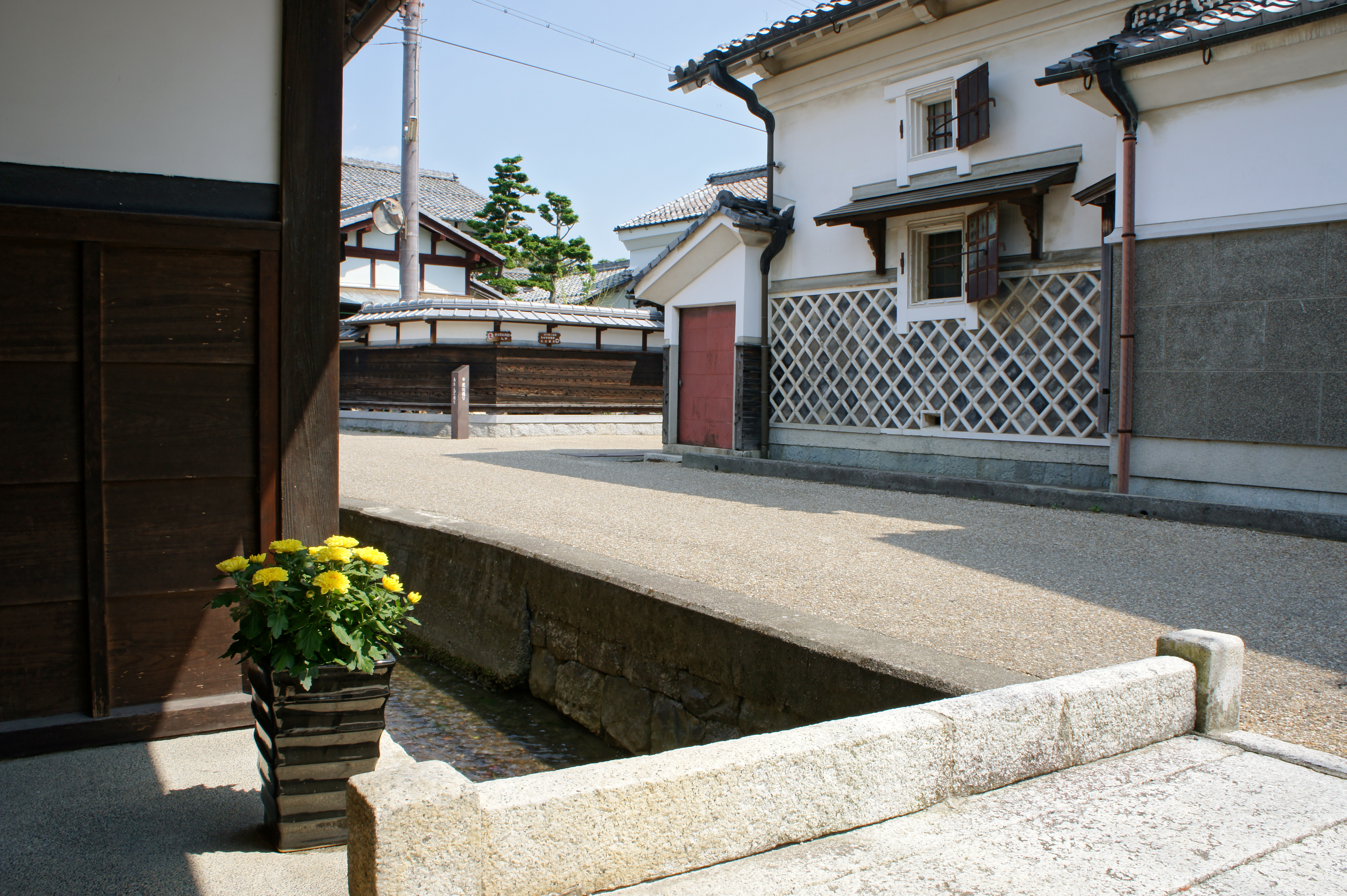
あきんど通り
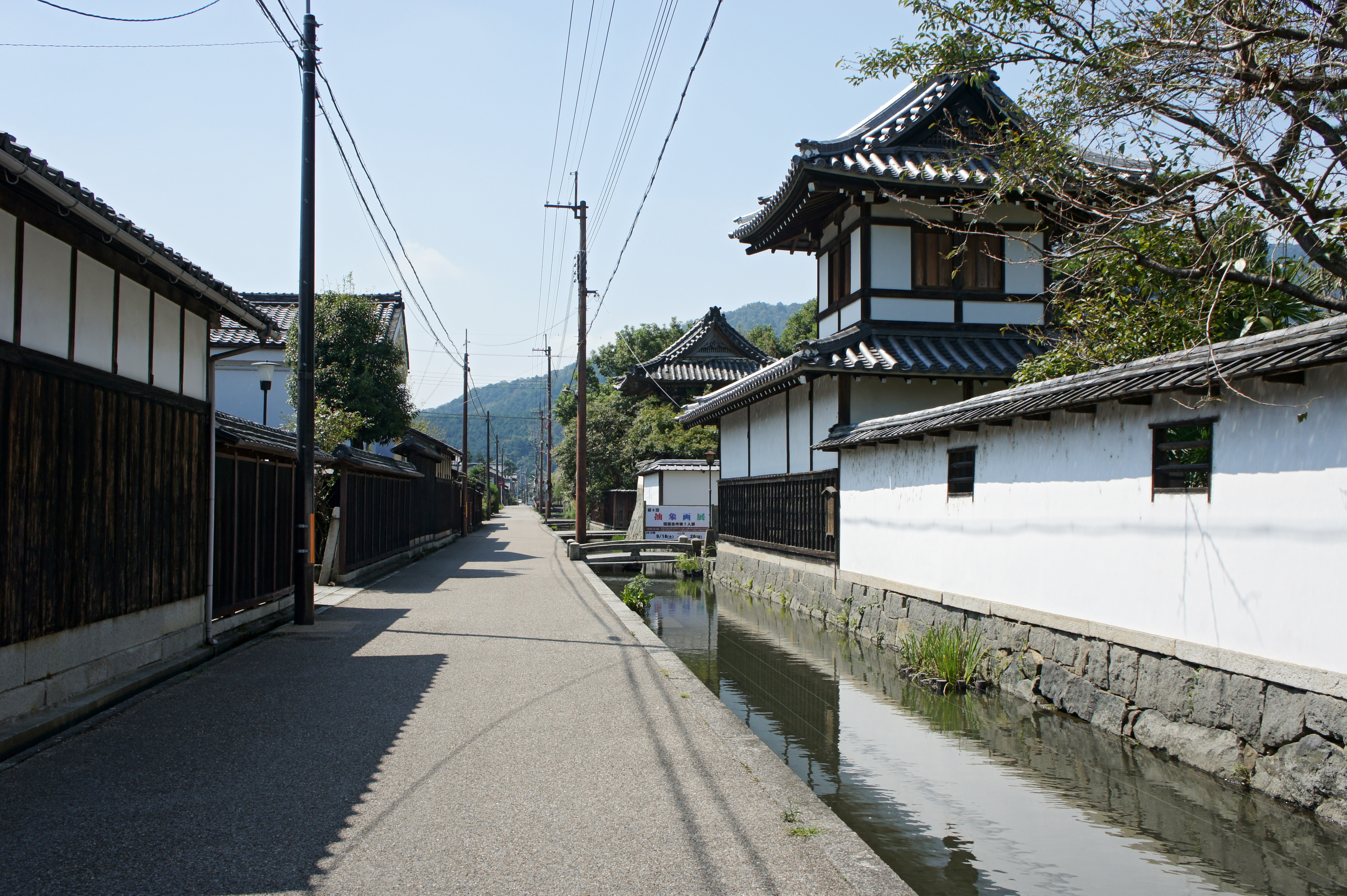
寺前・鯉通り
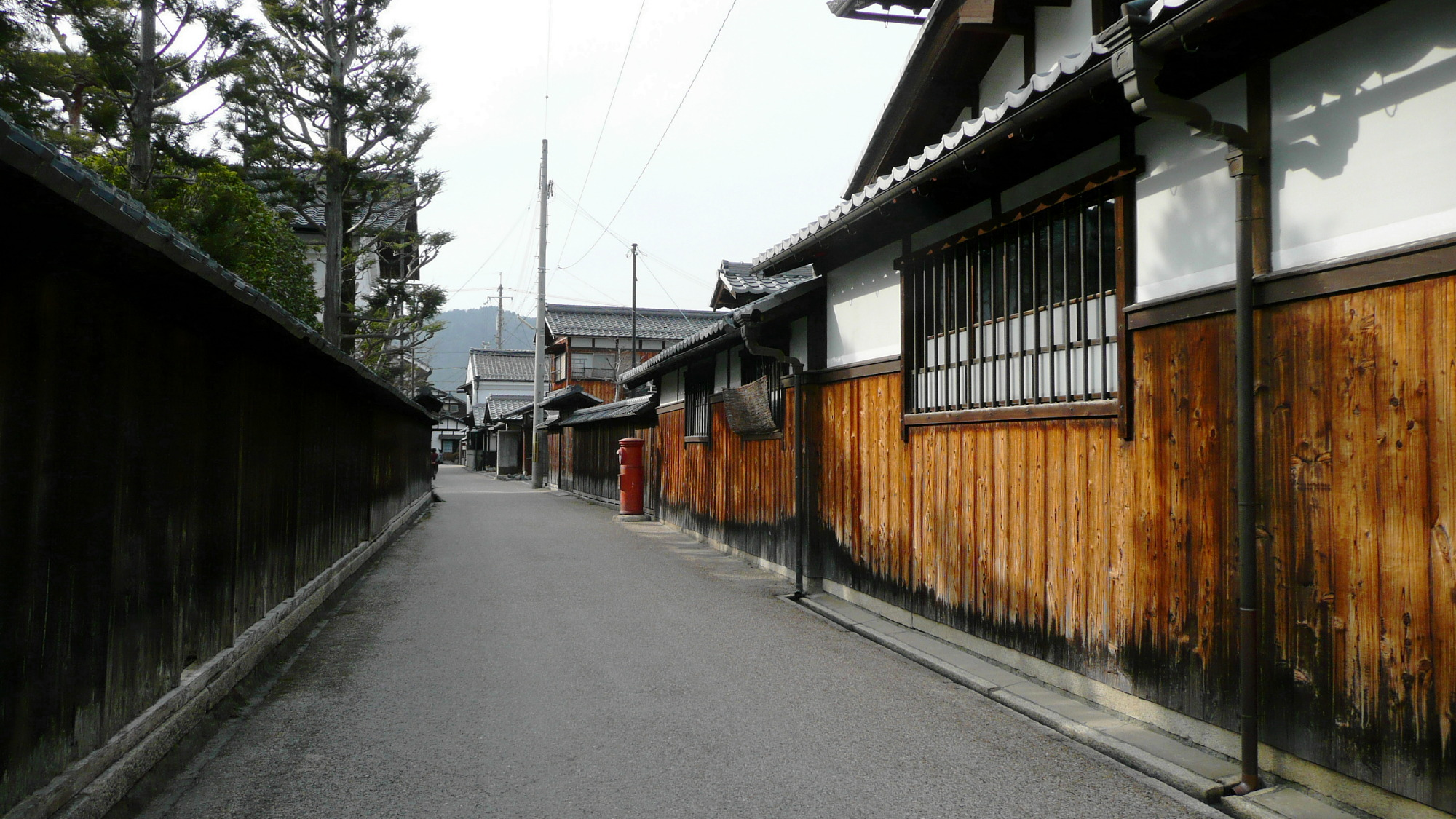
花筏通り

## 主なみどころ
- 近江商人屋敷 - 次の3館が公開されている。入館料は3館共通で大人400円、高校生300円、小人150円。
  - 旧外村宇兵衛邸（てんびんの里伝統家屋博物館）
  - 旧外村繁邸（外村繁文学館）
  - 旧中江準五郎邸（旧あきんど大正館、中江正次邸）

以上の3館に加えて、宮荘町でも藤井彦四郎邸（旧五個荘町歴史民俗資料館）が公開されている。
- 金堂まちなみ保存交流館 - 旧中江富十郎邸。金堂まちなみ保存会が中心となって、金堂町の観光拠点として整備が進められている。
- 金堂馬場の五輪塔 - 正安2年（1300年）の銘がある。

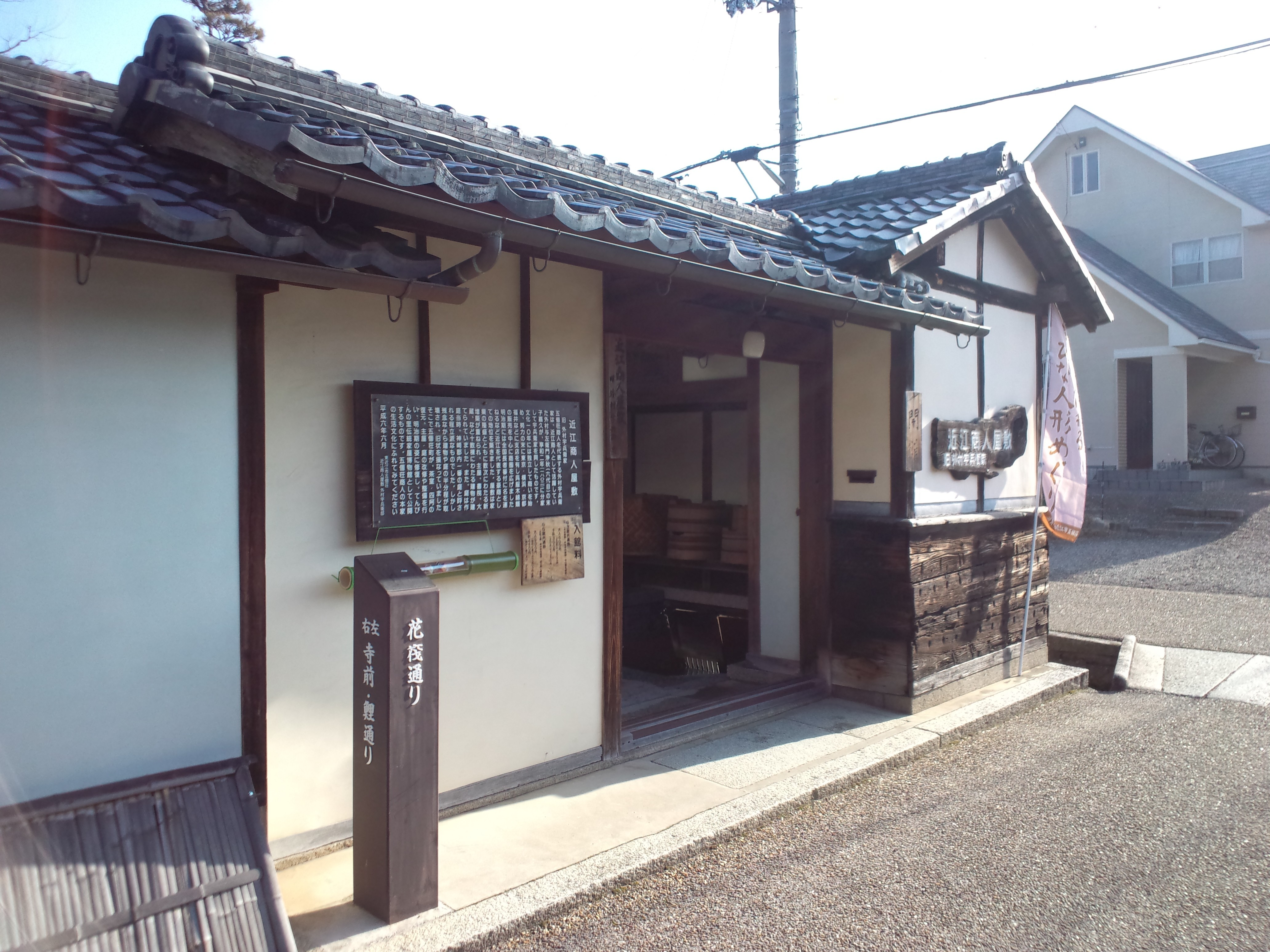
近江商人屋敷
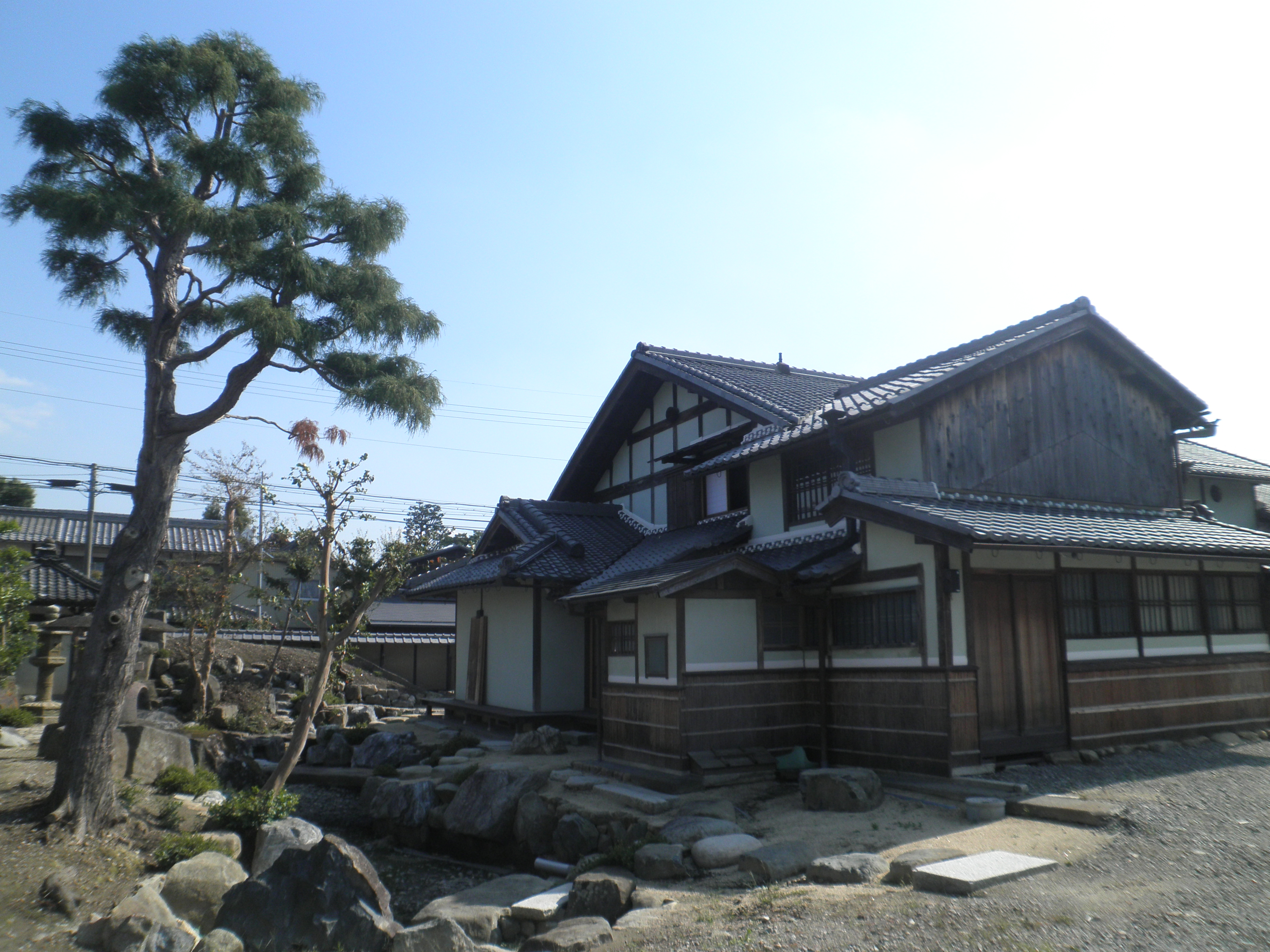
金堂まちなみ保存交流館
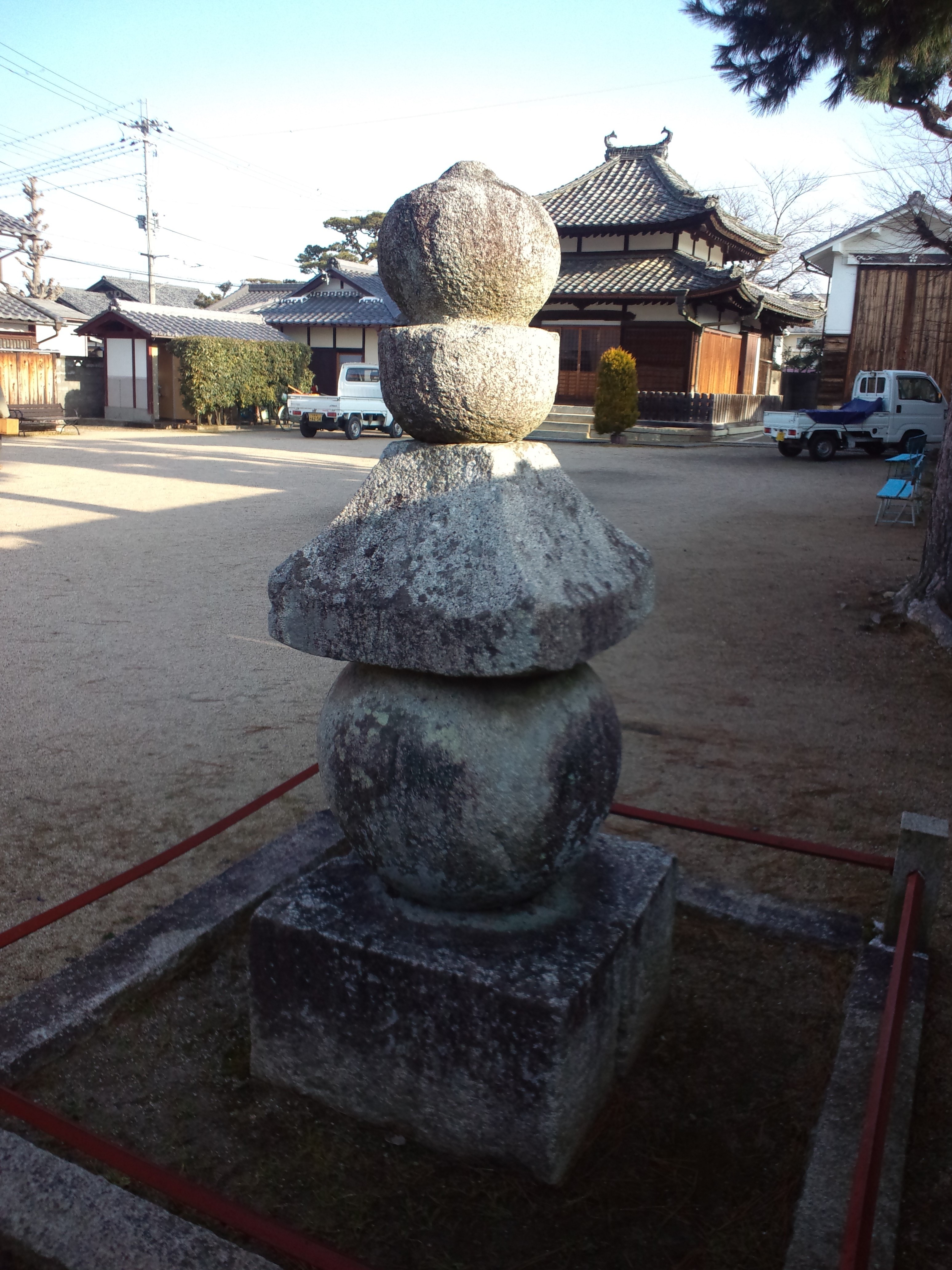
金堂馬場の五輪塔

## 世帯数と人口
2019年（令和元年）9月1日現在の世帯数と人口は以下の通りである。
| 町丁         | 世帯数  | 人口  |
| ------------ | ------- | ----- |
| 五個荘金堂町 | 235世帯 | 633人 |

### 人口の変遷
国勢調査による人口の推移。
| 2010年（平成22年） | 674人 | [ 6 ] |  |
| 2015年（平成27年） | 647人 | [ 7 ] |  |

### 世帯数の変遷
国勢調査による世帯数の推移。
| 2010年（平成22年） | 236世帯 | [ 6 ] |  |
| 2015年（平成27年） | 226世帯 | [ 7 ] |  |

## 学区
市立小・中学校に通う場合、学区は以下の通りとなる。
| 番・番地等 | 小学校                 | 中学校                 |
| ---------- | ---------------------- | ---------------------- |
| 全域       | 東近江市立五個荘小学校 | 東近江市立五個荘中学校 |

## 交通
鉄道の最寄り駅は近江鉄道本線五箇荘駅だが、1km以上離れているため徒歩では30分弱かかる。ちょこっとタクシーという乗り合いタクシーを運行しているほか、五箇荘駅でレンタサイクルも利用できる。
集落の北西をかすめるように滋賀県道202号佐生五個荘線が通過し、JR東海道本線能登川駅と近江鉄道八日市駅とを結ぶ近江鉄道バスが通行している。五個荘金堂町へは、能登川駅から約15分の「金堂竜田口」「金堂」「ぷらざ三方よし」バス停を利用。

## 周辺
- 近江商人博物館 - 近江商人の歴史をわかりやすく展示する博物館。五個荘竜田町に所在。
- 観峰館 - 書道文化を紹介する博物館。五個荘竜田町に所在。
- ぷらざ三方よし - 五個荘観光の拠点で、東近江市観光協会の事務所や物産館がある。五個荘塚本町に所在。
- 五個荘川並町 - 金堂町と同様に近江商人を多く輩出した町で、聚心庵・八年庵・秀明庵など一部の商家が資料館や飲食店として活用されている。
- 石馬寺 - 重要文化財の仏像6件（11躯）を所蔵。五個荘石馬寺町に所在。

## その他

### 日本郵便
- 郵便番号 : 529-1405[3]（集配局：八日市郵便局[9]）。